# مکس کللند
مکس کللند (به انگلیسی: Max Cleland) (۲۴ اوت ۱۹۴۲ – ۹ نوامبر ۲۰۲۱) سیاست‌مدار سابق از ایالت جورجیا و از اعضای حزب دموکرات ایالات متحده آمریکا بود. وی از ۱۹۹۷ تا ۲۰۰۳ سناتور ایالت جورجیا در مجلس سنای ایالات متحده آمریکا بود.‌او یک جانباز بود که ستاره نقره ای و ستاره برنز را به خاطر اقدامات شجاعانه‌اش در جنگ ویتنام از ارتش ایالات متحده دریافت کرد، پس از بازگشت از جنگ ویتنام، به‌رغم از دست دادن سه دست و پا، به زودی پس از بهبودی از جراحات وارد عرصه سیاست شد. او از ۱۹۷۱ تا ۱۹۷۵ به عنوان سناتور ایالت جورجیا خدمت کرد. او همچنین به عنوان مدیر امور کهنه سربازان تحت ریاست جمهوری جیمی کارتر از ۱۹۷۷ تا ۱۹۸۱ خدمت کرد و به عنوان وزیر امور خارجی ایالت جورجیا از ۱۹۸۲ تا ۱۹۹۶ قبل از اینکه برای یک دوره در مجلس سنای ایالات متحده آمریکا انتخاب شود، خدمت کرد. پس از ترک سنا در سال ۲۰۰۳، او از ۲۰۰۳ تا ۲۰۰۷ در هیئت مدیره بانک صادرات و واردات ایالات متحده از جانب رئیس‌جمهور منصوب شد. او از سال ۲۰۰۹ تا ۲۰۱۷ به عنوان دبیر کمیسیون یادبودهای نبرد آمریکا خدمت کرد.